# بارايسو (كانتون)
بارايِسو (بالإسبانية: Paraíso)‏هو الكانتون الثاني من محافظة كارتاغو في كوستاريكا. و يغطي الكانتون مساحة 411.91 كم مربع،
كما يقارب عدد سكانه 14,934 نسمة.
و تدعى مدينته الرئيسية بـ بارايِسو أيضاً.
يمتد كانتون بارايِسو من الجنوب الشرقي من مدينته الرئيسة ليشمل جزءا من سلسلة جبال تلمنكا.
تم تأسيس هذا الكانتون تشريعيا في 7 كانون الأول 1848.

## المقاطعات
يتألف الكانتون من خمس مقاطعات وهي :
1. بارايِسو
2. سانتياغو
3. أوروسي
4. كاشي
5. جانوس دي سانتا لوسيا